# Arne Ivarsson Woldmar
Arne Ivarsson Woldmar (ur. 1914 w Blekinge, zm. 1989 w Rio de Janeiro) – szwedzki ekonomista i urzędnik konsularny. 

## Życiorys
Wstąpił do szwedzkiej służby zagranicznej, w której kolejno pełnił funkcje - sekretarza w poselstwie Szwecji w Rio de Janeiro (1954-1955), konsula Szwecji i konsula Norwegii w Gdyni (1964-1969) jak i po pewnym czasie również konsula Danii tamże (1968-1969); następnie konsula Szwecji w Kopenhadze (1969-1973) i konsula Szwecji w Rio de Janeiro, gdzie zmarł.